# Gramine
Pour l’article ayant un titre homophone, voir Grameen.
La gramine (appelée aussi donaxine) est un alcaloïde indolique de formule (C8H6N)CH2N(CH3)2 présent dans de nombreuses plantes, en  particulier chez les graminées. Ces dernières peuvent l'utiliser dans un rôle défensif, la molécule étant toxique pour de nombreux organismes.